# Sainte-Croix (Ain)
Sainte-Croix è un comune francese di 539 abitanti situato nel dipartimento dell'Ain della regione dell'Alvernia-Rodano-Alpi.

## Società

### Evoluzione demografica
Abitanti censiti